# 1029

## Události
- Druhé možné datum – srov. i rok 1019 – dobytí Moravy českým knížetem Oldřichem a její přičlenění k českému státu; zemi Oldřich předal pod správu svého syna Břetislava, jenž ji na sklonku své vlády (1055) rozdělil na úděly, které vydržely až do vzniku Moravského markrabství

## Narození
- ? – Klement III., italský duchovní a vzdoropapež († 8. září 1100)

## Hlavy států
- České knížectví – Oldřich
- Svatá říše římská – Konrád II.
- Papež – Jan XIX.
- Galicijské království – Bermudo II.
- Leonské království – Bermudo III.
- Navarrské království – Sancho III. Veliký
- Barcelonské hrabství – Berenguer Ramon I. Křivý
- Hrabství toulouské – Guillaume III.
- Burgundské království – Rudolf III.
- Lotrinské vévodství – Fridrich III. Barský / Gotzelo I. Dolnolotrinský
- Francouzské království – Robert II. Pobožný
- Anglické království – Knut Veliký
- Dánské království – Knut Veliký
- Norské království – Knut Veliký (místodržící ladejarl Håkon Eiriksson)
- Švédské království – Jakob Anund
- Polské království – Měšek II. Lambert
- Uherské království – Štěpán I. Svatý
- Byzantská říše – Romanos III. Argyros
- Kyjevská Rus – Jaroslav Moudrý